# Lugares que hablan
Lugares que hablan fue un programa de televisión chileno conducido por Francisco Saavedra, que fue emitido desde el 24 de agosto de 2013 hasta el 15 de octubre de 2022 por Canal 13, donde formaba parte del segmento Sábado de reportajes prime. El programa consiste en mostrar diferentes lugares, generalmente poco conocidos, y sus costumbres locales como la gastronomía, música y creencias, entre otras. En sus primeros capítulos tuvo varios invitados en la conducción que se fueron intercalando.

## Episodios
| Temporada | Temporada | Episodios | Episodios | Emisión original         | Emisión original |
| Temporada | Temporada | Episodios | Episodios | Primera emisión          | Última emisión   |
| --------- | --------- | --------- | --------- | ------------------------ | ---------------- |
|           | 1         | 11        | 11        | 24 de agosto de 2013     | 2013             |
|           | 2         | 15        | 15        | 2014                     | 2014             |
|           | 3         | 18        | 11        | 2015                     | 2015             |
|           | 3         | 18        | 7         | 2015                     | 2015             |
|           | 4         | 9         | 9         | 2016                     | 2016             |
|           | 5         | 36        | 36        | 2017                     | 2017             |
|           | 6         | —         | —         | 2018                     | 2018             |
|           | 7         | —         | —         | 2019                     | 2019             |
|           | 8         | —         | —         | 2020                     | 2020             |
|           | 9         | —         | —         | 2021                     | 2021             |
|           | 10        | 12        | 12        | 24 de septiembre de 2022 | 2022             |

### Temporada 1 (2013)
| N.º en serie | N.º en temp. | Título                       | Invitado(a)          | Fecha de emisión original |
| ------------ | ------------ | ---------------------------- | -------------------- | ------------------------- |
| 1            | 1            | «Patronato»                  | Karen Doggenweiler   | 24 de agosto de 2013      |
| 2            | 2            | «Valparaíso»                 | Francisco Saavedra   | 2013                      |
| 3            | 3            | «Barrio Franklin»            | —                    | 2013                      |
| 4            | 4            | «Circo Los Tachuelas»        | Héctor Morales       | 2013                      |
| 5            | 5            | «Cerros de Valparaíso»       | Francisco Saavedra   | 2013                      |
| 6            | 6            | «Cárcel de San Miguel»       | Héctor Morales       | 2013                      |
| 7            | 7            | «Teatro Municipal»           | —                    | 2013                      |
| 8            | 8            | «Hospital Exequiel González» | Lucía López          | 2013                      |
| 9            | 9            | «Santiago Centro»            | Aldo Duque           | 2013                      |
| 10           | 10           | «San Diego»                  | José Alfredo Fuentes | 2013                      |
| 11           | 11           | «La Victoria»                | Hector Morales       | 2013                      |

### Temporada 2 (2014)
| N.º en serie | N.º en temp. | Título                         | Invitado(a)    | Fecha de emisión original |
| ------------ | ------------ | ------------------------------ | -------------- | ------------------------- |
| 12           | 1            | «Chiloé»                       | —              | 2014                      |
| 13           | 2            | «Valdivia»                     | —              | 2014                      |
| 14           | 3            | «Barrio Yungay»                | —              | 2014                      |
| 15           | 4            | «Curicó»                       | —              | 2014                      |
| 16           | 5            | «San Pedro de Atacama»         | Paulo Brunetti | 2014                      |
| 17           | 6            | «Las tradiciones de Curicó»    | —              | 2014                      |
| 18           | 7            | «Concepción»                   | —              | 2014                      |
| 19           | 8            | «Cuarta Región»                | —              | 2014                      |
| 20           | 9            | «Las picadas de la Ruta 5 Sur» | —              | 2014                      |
| 21           | 10           | «Arica»                        | —              | 2014                      |
| 22           | 11           | «Cajón del Maipo»              | —              | 2014                      |
| 23           | 12           | «Punta Arenas»                 | —              | 2014                      |
| 24           | 13           | «Chillán»                      | —              | 2014                      |
| 25           | 14           | «Cartagena»                    | Héctor Morales | 2014                      |
| 26           | 15           | «Penitenciaría de Santiago»    | —              | 2014                      |

### Temporada 3 (2015)
1. Romeral
2. Coyhaique
3. Antofagasta
4. Mejillones
5. Valle del Limarí
6. La Tirana
7. Pica
8. Pozo Almonte
9. Caldera
10. Huasco
11. Iquique

### Temporada 4 (2016)
1. Isla Mocha
2. Paso Pehuenche
3. Cobquecura
4. Patagonia Sur
5. Río Baker
6. San Vicente de Tagua Tagua

### Temporada 5 (2017)
1. Isla Juan Fernández
2. Una aventura extrema con los arrieros
3. Chaitén, Naturaleza Indómita
4. El tesoro del desierto
5. Río Bueno, De principio a fin
6. Melinka y el desconocido Archipiélago de las Guaitecas
7. Visviri, donde comienza Chile
8. Futaleufú, Naturaleza Imponente
9. Cultivos de mar y tierra en Los Vilos
10. Alto Bío Bío, Tradición Ancestral
11. Historias en los ríos Valdivianos
12. Los secretos del Lago Ranco
13. Puerto Aguirre, colonos del mar
14. El asombroso Parque Marino Fco. Coloane
15. Puerto Aysén, Naturaleza Indómita
16. La desconocida Costa de Carelmapu
17. Los encantos de Fresia
18. El lado desconocido del Parque Siete Tazas
19. Los Valles Ocultos de Alto del Carmen
20. Aventura en la costa del Maule
21. La Cordillera de San Fabián de Alico
22. Copiapó, Cordillera de Atacama
23. Lago Lleu Lleu
24. Viaje extremo a Lonquimay
25. La desconocida ruta cordillerana de O´Higgins
26. El valle más desconocido de Limarí
27. Puerto Williams, El Último Rincón del Mundo
28. Navidad, Un mundo sorprendente a pasos de Santiago
29. Haciendo camino a Huellelhue
30. Aventura extrema en la cordillera
31. La Patagonia del Maule
32. Puerto Gala y el ventisquero colgante Queulat
33. Chilenos de frontera en Cochamó
34. Quellón – Las historias no contadas de Chiloé
35. Viaje al corazón de Chiloé
36. El reencuentro con don Celino

### Temporada 6 (2018)
1. Pisagua
2. Colchane
3. Pinto
4. Nevados de Chillán
5. Farellones

### Temporada 10 (2022)
| N.º en serie | N.º en temp. | Título                                                       | Fecha de emisión original |
| ------------ | ------------ | ------------------------------------------------------------ | ------------------------- |
| —            | 1            | «La magia eterna de Chiloé»                                  | 24 de septiembre de 2022  |
| —            | 2            | «Tarapacá, huellas del pasado y frutos del presente»         | 1 de octubre de 2022      |
| —            | 3            | «Regreso a Puerto Williams, la ciudad más austral del mundo» | 8 de octubre de 2022      |
| —            | 4            | «Redescubriendo los pueblos del Salar de Atacama»            | 15 de octubre de 2022     |